# Sherwin Badger
Sherwin Campbell Badger (Boston, Massachusetts, 29 de agosto de 1901 – Sherborn, Massachusetts, 8 de abril de 1972) foi um patinador artístico estadunidense. Ele conquistou uma medalha de prata olímpica ao lado de Beatrix Loughran em 1932.

## Principais resultados

### Individual masculino
| Resultados                                            | Resultados      | Resultados      | Resultados      | Resultados      | Resultados      | Resultados       | Resultados    | Resultados    | Resultados    | Resultados    | Resultados    | Resultados    |
| Internacional                                         | Internacional   | Internacional   | Internacional   | Internacional   | Internacional   | Internacional    | Internacional | Internacional | Internacional | Internacional | Internacional | Internacional |
| Evento/Temporada                                      | 1919– 1920      | 1920– 1921      | 1921– 1922      | 1922– 1923      | 1923– 1924      |                  | 1926– 1927    | 1927– 1928    |               |               |               |               |
| ----------------------------------------------------- | --------------- | --------------- | --------------- | --------------- | --------------- | ---------------- | ------------- | ------------- | ------------- | ------------- | ------------- | ------------- |
| Jogos Olímpicos                                       |                 |                 |                 |                 |                 |                  | 11.º          |               |               |               |               |               |
| Campeonato Norte-Americano                            |                 |                 |                 | Medalha de ouro |                 | Medalha de prata |               |               |               |               |               |               |
| Nacional                                              |                 |                 |                 |                 |                 |                  |               |               |               |               |               |               |
| Campeonato dos Estados Unidos                         | Medalha de ouro | Medalha de ouro | Medalha de ouro | Medalha de ouro | Medalha de ouro |                  |               |               |               |               |               |               |
|                                                       |                 |                 |                 |                 |                 |                  |               |               |               |               |               |               |
| Legenda: Competição não foi disputada nesta temporada |                 |                 |                 |                 |                 |                  |               |               |               |               |               |               |

### Duplas

#### Com Beatrix Loughran
| Resultados                                            | Resultados    | Resultados        | Resultados      | Resultados        | Resultados      | Resultados    | Resultados    | Resultados    | Resultados    | Resultados    | Resultados    | Resultados    |
| Internacional                                         | Internacional | Internacional     | Internacional   | Internacional     | Internacional   | Internacional | Internacional | Internacional | Internacional | Internacional | Internacional | Internacional |
| Evento/Temporada                                      | 1927– 1928    |                   | 1929– 1930      | 1930– 1931        | 1931– 1932      |               |               |               |               |               |               |               |
| ----------------------------------------------------- | ------------- | ----------------- | --------------- | ----------------- | --------------- | ------------- | ------------- | ------------- | ------------- | ------------- | ------------- | ------------- |
| Jogos Olímpicos                                       | 4.º           |                   |                 | Medalha de prata  |                 |               |               |               |               |               |               |               |
| Campeonato Mundial                                    | 5.º           | Medalha de bronze |                 | Medalha de bronze |                 |               |               |               |               |               |               |               |
| Nacional                                              |               |                   |                 |                   |                 |               |               |               |               |               |               |               |
| Campeonato dos Estados Unidos                         |               |                   | Medalha de ouro | Medalha de ouro   | Medalha de ouro |               |               |               |               |               |               |               |
|                                                       |               |                   |                 |                   |                 |               |               |               |               |               |               |               |
| Legenda: Competição não foi disputada nesta temporada |               |                   |                 |                   |                 |               |               |               |               |               |               |               |

#### Com Edith Rotch
| Campeonato dos Estados Unidos | Medalha de prata |

#### Com Clara Frothingham
| Campeonato dos Estados Unidos | Medalha de prata |